# Usmate Velate
Usmate Velate é uma comuna italiana da região da Lombardia, província de Monza e Brianza, com cerca de 8.608 habitantes. Estende-se por uma área de 9 km², tendo uma densidade populacional de 956 hab/km². Faz fronteira com Casatenovo (LC), Lomagna (LC), Camparada, Carnate, Arcore, Vimercate.

## Demografia
| Variação demográfica do município entre 1861 e 2011                               |
|                                                                                   |
| Fonte: Istituto Nazionale di Statistica (ISTAT) - Elaboração gráfica da Wikipedia |